# Commonwealth Bank Tennis Classic 2003
Il Commonwealth Bank Tennis Classic 2003 è stato un torneo di tennis giocato sul cemento. È stata la 9ª edizione del Commonwealth Bank Tennis Classic, che fa parte della categoria Tier III nell'ambito del WTA Tour 2003. Si è giocato al Grand Hyatt Bali di Bali, in Indonesia, dall'8 al 14 settembre 2003.

## Campionesse

### Singolare
Elena Dement'eva ha battuto in finale  Chanda Rubin con il punteggio di 6–2, 6–1

### Doppio
María Vento-Kabchi /  Angelique Widjaja hanno battuto in finale  Émilie Loit /  Nicole Pratt con il punteggio di 7–5, 6–2